# Ivö församling
Ivö församling var en församling i Lunds stift och i Kristianstads kommun. Församlingen uppgick 2002 i Bäckaskogs församling.

## Administrativ historik
Församlingen har medeltida ursprung. 
Församlingen utgjorde till 1635 ett eget pastorat för att därefter till 1962 vara moderförsamling i pastoratet Ivö och Kiaby. Från 1962 till 2002 annexförsamling i pastoratet Trolle-Ljungby, Ivö och Kiaby. Församlingen uppgick 2002 i Bäckaskogs församling.

## Kyrkoherdar
| Ämbetstid | Namn                               | Levnadstid | Övrigt |
| --------- | ---------------------------------- | ---------- | ------ |
| 1564–     | Jacob Gabriell                     |            | Pastor |
| 1584–1624 | Jens Troellsön                     |            | Pastor |
| 1642–1649 | Claus Jostsön                      |            | Pastor |
| 1651      | Paulus Zachariae Willandus         |            | Pastor |
| 1651–1679 | Paulus Nicolaus Christianstadensis | –1679      | Pastor |
| 1681–1685 | Nils Hartman                       |            | Pastor |
| 1685–1686 | Diderich Jacobson Funch            | –1686      | Pastor |
| 1687–1710 | Brodde Erlandsson Paulin           | –1710      | Pastor |
| 1711      | Jöran Molderpas                    | –1711      | Pastor |
| 1712–1742 | Isak Carlström                     | –1742      | Pastor |
| 1742–1764 | Aaron Rehm                         | 1696–1764  | Pastor |
| 1767–1783 | Per Thomaeus                       | 1730–1783  | Pastor |
| 1785–1808 | Carl Magnus Petraeus               | 1736–1808  | Pastor |
| 1809–1815 | Hampus Ahlgren                     |            | Pastor |
| 1816–1833 | Gustaf Nordström                   |            | Pastor |
| 1835–1839 | Johan Magnus Eufström              | 1800–1839  | Pastor |
| 1843–1857 | Johan Otto Berggren                |            | Pastor |
| 1857–     | Johan Witt                         | 1816–      | Pastor |

## Kyrkor
- Ivö kyrka